# Corbès
Corbès is een voormalige gemeente in het Franse departement Gard (regio Occitanie) en telt 127 inwoners (1999). De plaats maakt deel uit van het arrondissement Alès. Corbès is op 1 januari 2025 gefuseerd met de gemeente Thoiras tot de gemeente Thoiras-Corbès.

## Geografie
De oppervlakte van Corbès bedraagt 3,3 km², de bevolkingsdichtheid is 38,5 inwoners per km².

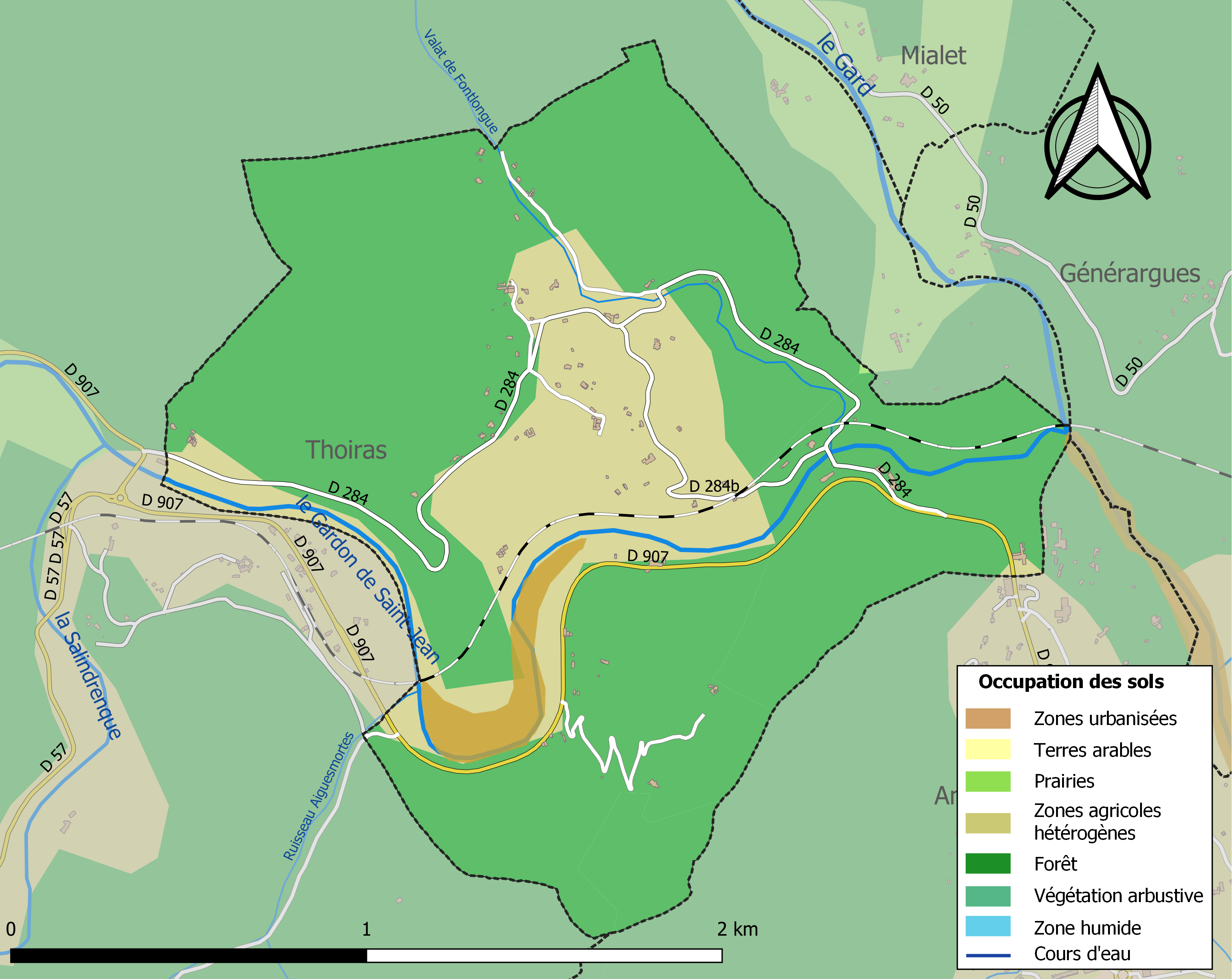
Kaart van de gemeente met de belangrijkste infrastructuur, bodemgebruik en omliggende gemeenten

## Demografie
Onderstaande figuur toont het verloop van het inwonertal.